# Coprophanaeus terrali
Coprophanaeus terrali är en skalbaggsart som beskrevs av Arnaud 2002. Coprophanaeus terrali ingår i släktet Coprophanaeus och familjen bladhorningar. Inga underarter finns listade i Catalogue of Life.